# Live at Hebden Bridge Trades Club-11th December 2004
Live at Hebden Bridge Trades Club-11th December 2004 è un album live dei Man, pubblicato dalla Effigy Music Records nel 2006. Il disco fu registrato dal vivo l'11 dicembre 2004 al The Trades Club di Hebden Bridge, West Yorkshire, Inghilterra.

## Tracce
1. C'mon – 22:30 (Micky Jones, Phil Ryan, Terry Williams, Clive John)
2. Heaven and Hell – 8:31 (Micky Jones, Deke Leonard, Martin Ace, John Weathers)
3. All Alone – 6:47 (Bob Richards, Martin Ace, George Jones)
4. Jumpin' Like a Kangaroo – 5:17 (Martin Ace)
5. Drivin' Around – 12:45 (Micky Jones, Deke Leonard, Martin Ace, John Weathers)
6. Romain – 6:30 (Martin Ace, Clive John, Micky Jones, Deke Leonard, Terry Williams)
7. Many Are Called but Few Get Up – 14:16 (Martin Ace, Clive John, Micky Jones, Deke Leonard, Terry Williams)

## Musicisti
- Micky Jones - chitarra, voce
- George Jones - chitarra, voce
- Gareth Thorrington - tastiera
- Martin Ace - basso, voce
- Bob Richards - batteria, voce